# 行橋バイパス
行橋バイパス（ゆくはしバイパス）は、福岡県京都郡苅田町から同県行橋市に至る、全長約5kmの国道10号バイパスである。北大道路の一部を構成しており、苅田地区の国道10号と椎田道路（椎田バイパス）を結ぶ。
行橋市街の旧国道10号は片側1車線であったが、高度経済成長期以降になると交通量が増加し、慢性的な渋滞が発生するようになった。この頃、北九州 - 大分間の国道10号でも交通渋滞が発生するようになり、国道10号の道路拡幅やバイパス道路の建設が急がれた。この行橋バイパスも渋滞の緩和を目的として建設され、1991年（平成3年）に暫定2車線で開通した。旧道は国道201号・福岡県道28号直方行橋線・市道へ格下げされている。
近年、さらなる交通量の増加に伴い4車線化工事が行われ、2010年（平成22年）12月17日に完成した。

## 概要
- 起点：福岡県京都郡苅田町与原（国道201号終点）
- 終点：福岡県行橋市辻垣
- 全長：5.4km
- 規格：第3種1級
- 道路幅員：30.0m
- 車線数：完成4車線
- 車線幅員：3.5m
- 設計速度：80km/h

## 沿革
- 1973年度（昭和48年度）：事業化。
- 1975年（昭和50年）2月25日：都市計画決定。
- 1977年度（昭和52年度）：用地買収に着手。
- 1984年（昭和59年）：着工。
- 1991年（平成3年）：暫定2車線で全通。
- 2010年（平成22年）12月17日：4車線化が完了。

## 交差する道路
- 上側が起点側、下側が終点側。左側が上り側、右側が下り側。

| 交差する道路                            | 交差する道路        | 交差する場所  | 交差する場所 | 門司から (km) |
| --------------------------------------- | ------------------- | ------------- | ------------ | ------------- |
| 国道10号 北九州方面                     |                     |               |              |               |
| 国道201号                               | -                   | 京都郡 苅田町 | 二崎         |               |
| 県道25号門司行橋線                      | 県道25号門司行橋線  | 京都郡 苅田町 | 二先山       |               |
| 県道246号沓尾大橋線                     | 県道246号沓尾大橋線 | 行橋市        | 金屋         |               |
| 県道249号中州平田線                     | 県道249号中州平田線 | 行橋市        | 今井         |               |
| 県道28号直方行橋線                      | 国道10号 豊前方面   | 行橋市        | 辻垣         | 38.1          |
| 国道10号（椎田道路接続） 大分・中津方面 |                     |               |              |               |